# Mary P. Burrill
Mary Powell Burrill (Washington, agosto 1881 – New York, 13 marzo 1946) è stata una drammaturga statunitense afroamericana del Rinascimento di Harlem, che ha ispirato Willis Richardson e altri studenti a scrivere opere teatrali. La stessa Burrill ha scritto opere teatrali sull'esperienza dei neri, sulle loro attività letterarie e culturali e sull'élite nera. Ha presentato il tipo di figure centrali che erano importanti nella società nera di Washington e altri che hanno contribuito all'istruzione delle donne nere all'inizio del XX secolo.

## Primi anni
Mary Powell Burrill nacque nell'agosto del 1881 a Washington, figlia di John Henry Burrill e Clara Eliza Washington Burrill.
Nel 1901 si diplomò alla M Street High School (poi Dunbar High School) di Washington, una delle più importanti scuole secondarie per neri del paese all'epoca. Durante l'adolescenza e la prima età adulta, ebbe una relazione emotiva e forse anche erotica con Angelina Weld Grimké, che le consentì di spingerla a dedicarsi alla drammaturgia, diventando in seguito una famosa poetessa, drammaturga e insegnante.
La famiglia di Burrill si trasferì in seguito a Boston, Massachusetts. Lì frequentò l'Emerson College of Oratory (poi Emerson College), dove conseguì il diploma nel 1904.

## Carriera
Dopo la laurea tornò a Washington. Dal 1905 fino al suo pensionamento nel 1944, insegnò inglese, storia e teatro alla Dunbar High School, la sua alma mater e alla Armstrong High. Per trentotto anni ha anche tenuto seminari di teatro e diretto spettacoli teatrali e produzioni musicali alla Dunbar e in tutta Washington.
Alcuni degli ex studenti della Burrill divennero insegnanti e scrittori, attivamente impegnati nel Rinascimento di Harlem. Tra questi c'era Willis Richardson, il primo drammaturgo afroamericano ad ottenere la produzione di un'opera a Broadway, New York. Un'altra studentessa degna di nota fu May Miller, che pubblicò la sua prima opera, Pandora's Box, mentre era ancora studentessa alla Dunbar.
Nel 1919 furono pubblicate due delle opere più note della Burrill. They That Sit in Darkness fu pubblicata sulla rivista progressista Birth Control Review di Margaret Sanger, una pubblicazione mensile che sosteneva i diritti riproduttivi delle donne. L'altra opera, Aftermath, fu pubblicata su The Liberator, diretta dal socialista Max Eastman. Le opere della Burrill erano considerate di protesta perché sostenevano posizioni progressiste su questioni di razza e genere. Ella ospitava incontri letterari nella sua casa, che era conosciuta come “la casa di mezzo”. Era un luogo di incontro per l'espressione creativa e le discussioni intellettuali tra molti scrittori e artisti di spicco del Rinascimento di Harlem. Ad esempio, era amica di Jean Toomer, che aveva legami a Washington e di Georgia Douglas Johnson. Partecipò persino agli incontri tenuti al S Street Salon della Johnson, dove le attiviste del Rinascimento di Harlem si riunivano per discutere di linciaggi, diritti delle donne e difficoltà delle famiglie afroamericane.

### They That Sit in Darkness (Coloro che siedono nell'oscurità)
Questo atto unico scritto nel 1919 si concentra sulle difficoltà affrontate dalle famiglie nere della classe operaia con numerosi figli. Malinda Jasper, una donna di 38 anni, lavora a tempo pieno e si prende cura anche dei suoi 10 figli, il marito non vede mai i loro figli perché sono già addormentati quando torna a casa dal lavoro. Muore per esaurimento fisico e mentale, costringendo la figlia diciassettenne a prendersi cura della famiglia, invece di andare al college come aveva programmato, un risultato che continua il perverso ciclo della povertà per lei e i suoi fratelli. Attraverso la storia di Malinda, la rappresentazione esprime come le restrizioni legali che limitavano l'accesso delle donne ai diritti riproduttivi abbiano influito sul loro benessere e su quello delle loro famiglie. Faceva parte di una campagna per legalizzare il controllo delle nascite, ma questo non divenne legale fino al 22 marzo 1972. L'opera della Burrill era controversa perché sosteneva il controllo delle nascite come mezzo per sfuggire alla povertà molto prima che alle donne venissero concessi i diritti riproduttivi negli Stati Uniti. L'opera è caratterizzata anche da un dialetto del sud che molti ex schiavi avevano adottato e che i drammaturghi avevano incorporato come mezzo per assimilare il lavoro con le linee guida precedentemente dettate per ciò che era il “teatro nero”. Nell'opera della Burrill, lei rivendica questo accento nell'emancipazione dei suoi personaggi per tutta la durata dell'opera.

### Aftermath (Le conseguenze)
Questa commedia è ambientata nella Carolina del Sud rurale e vede come protagonista John, un soldato afroamericano che scopre, dopo essere tornato a casa dalla prima guerra mondiale, che suo padre è stato linciato a morte. L'opera fu prodotta dai Krigwa Players di New York nel 1928. John era stato insignito della Croix de guerre (Croce di Guerra Francese) per aver respinto da solo venti soldati tedeschi, salvando così la vita a tutti i membri della sua compagnia. Aftermath (1919) era considerato politico perché la Burrill ritraeva John come un uomo di colore che affrontava in modo disinteressato e senza paura l'oppressione razziale. Lo spettacolo fu messo in scena a New York e al Little Black Theatre, fu interpretato dai Krigwa Players.

## Vita privata
Mary Burrill era attratta da persone dello stesso sesso, in un'epoca in cui questo era scoraggiato. Cercava di evitare che il suo orientamento influenzasse la sua posizione sociale e la sua integrazione nella società afroamericana.
Quando aveva 15 anni, sembra che Mary Burrill abbia avuto una storia con la collega di Washington Angelina Weld Grimke, che scrisse questo biglietto:
“So che ora sei troppo giovane per diventare mia moglie, ma spero, tesoro, che tra qualche anno verrai da me e sarai il mio amore, mia moglie! Come mi gira la testa, come mi batte il cuore dalla gioia e dalla follia quando penso a queste due parole, 'mia moglie'”.
Nel 1912, mentre insegnava, Burrill incontrò Lucy Diggs Slowe, un'insegnante di inglese di Baltimora. Dopo qualche anno, la Slowe si trasferì a Washington per insegnare all'Armstrong Manual Training Academy. Lei e la Burrill comprarono una casa insieme. La Slowe e la Burrill stettero insieme per venticinque anni e i loro amici più cari, che erano per lo più altre educatrici di colore, li trattavano come una coppia.
Nel 1922 la Slowe fu nominata preside delle donne all'Università Howard, un college storicamente nero; fu la prima preside di colore delle donne lì o in qualsiasi università americana. Lei e la Burrill decisero di acquistare una casa al 1256 di Kearney Street nella vicina Brookland, allora un quartiere prevalentemente bianco della classe media nel nord-est di Washington. Abitarono lì per quindici anni fino alla morte della Slowe nel 1937 per una malattia renale.

## Morte ed eredità
Sconvolta dalla morte della Slowe, la Burrill lasciò la loro casa e si trasferì in un appartamento vicino a Howard. Si ritirò dalla Dunbar High School nel 1944. Dopo il pensionamento dall'insegnamento nel 1944, la Burrill si trasferì a New York, dove morì il 13 marzo 1946, poco più che sessantenne. È sepolta al Woodlawn Cemetery di Washington.
La Slowe-Burrill House è stata inserita nel National Register of Historic Places nel 2020.